# Chris Costner-Sizemore
Pour les articles homonymes, voir Costner et Sizemore.
Christine « Chris » Costner-Sizemore, née le 4 avril 1927 à Edgefield (Caroline du Sud) et morte le 24 juillet 2016 à Ocala (Floride), est une femme qui au cours des années 1950 a été diagnostiquée comme souffrant d'un trouble de la personnalité multiple (TPM ; aujourd'hui appelé trouble dissociatif de l'identité). Son cas a été raconté dans le livre et le film Les Trois Visages d'Ève par ses psychiatres, Corbett H. Thigpen et Hervey M. Cleckley. Elle a vécu pendant de nombreuses années en Caroline du Sud.

## Description
Conformément à ce qu'on pensait alors sur le TPM, Thigpen a dit que Costner-Sizemore avait développé des personnalités multiples après avoir été témoin de deux morts et d'un accident horrible en l'espace de trois mois alors qu'elle était encore toute petite. Elle avait cette expérience, relativement rare dans le TPM, de voir ses personnalités comme des personnes physiques distinctes et devait déclarer par la suite qu'elle ne croyait pas qu'elle avait commencé par être une personne simple qui s'était fractionnée en réponse au choc nerveux qu'elle avait subi, mais que ses autres personnalités avaient toujours été présentes.
Alors que Les Trois Visages d'Ève a été écrit par Thigpen avec peu de contributions de Costner-Sizemore, ses derniers livres I'm Eve et A Mind Of My Own sont remplis de détails qu'il avait omis ou ignorés. Selon les psychiatres qui ont travaillé avec elle après qu'elle eut quitté Thigpen, Costner-Sizemore n'a pas connu trois identités, mais une vingtaine et elles se présentaient en groupes de trois à la fois ; le récit de Thigpen ne concernait qu'un seul d'entre eux. Costner-Sizemore rapporte qu'elle s'est sentie exploitée et réduite à l'état d'objet par le tumulte médiatique qui a entouré le livre et le film. Ayant découvert en 1988 que ses droits juridiques sur sa propre vie avaient fait l'objet d'une renonciation par écrit signée par Thigpen au profit de la 20th Century Fox, Costner-Sizemore est allée devant la Cour Fédérale du district Manhattan pour demander l'annulation du contrat et a gagné.

## Inspiration
Christine Costner-Sizemore a inspiré la chanson Christine ainsi que la face B de Eve White/Eve Black du groupe anglais Siouxsie and the Banshees.

## Source
- (en) Cet article est partiellement ou en totalité issu de l’article de Wikipédia en anglais intitulé « Chris Costner-Sizemore » (voir la liste des auteurs).